# Филиппова, Наталья Николаевна (актриса)
Наталья Николаевна Филиппова (21 ноября 1913, Новониколаевск — 11 октября 1985, Новосибирск) — советская актриса театра, заслуженная артистка РСФСР (1956).

## Биография
Родилась 21 ноября 1913 года в Новониколаевске. Творческую карьеру начала под руководством А. Л. Рогачевского в театре-студии при клубе имени А. И. Петухова (1933—1938). С 1938 по 1974 год была актрисой Новосибирского колхозно-совхозного передвижного театра/Новосибирского областного драматического театра.
В 1941—1945 годах работала медсестрой в военном госпитале.
Умерла 11 октября 1985 года в Новосибирске. Похоронена на Клещихинском кладбище.

## Некоторые роли
- Любовь Коломийцева — «Последние» М. Горького (1945);
- Наталья Никитична Ковшик — «Калиновая роща» А. Корнейчука (1950);
- Ефросинья — «Ксения» А. Волкова (1952);
- Софья Марковна — «Старик» М. Горького (1952);
- Гафица — «Каса маре» И. Друцэ (1963);
- Кукушкина Фелисата Герасимовна — «Доходное место» А. Островского (1971);
- Матрёна — «Власть тьмы» Л. Толстого (1974)[1].